# Lohača
Lohača è un centro abitato della Slovenia, frazione del comune di Postumia.